# Hällestadstenen 2
Hällestadstenen 2, med signum DR 296, är en runsten som ligger inmurad i ytterväggen på Hällestads kyrka i Hällestads socken i Skåne.
Stenen ristades kring år 1000 och dess ornamentala stil är rak. På inskriften nedan följer en runtext och en translittererad översättning:

## Inskriften
Runor:
ᚭᛋᚴᛅᚢᛏᚱ ᛬ ᚱᛁᛋᛏᚦᛁ ᛬ ᛋᛏᛁᚾ ᛬ ᚦᛅᚾᛋ(ᛁ) ᛬ (ᛁ)ᚠᛏᛁᛦ ᛬ ᛅᛁᚱᚢ ᛬ ᛒᚱᚦᚢᚱ ᛬ ᛋᛁᚾ ᛬ ᛁᛅᚾ ᛬ ᛋᛅᛦ ᛬ ᚢᛅᛋ ᛬ ᚼᛁᛚ ᛬ ᚦᛁᚴᛁ ᛬ ᛏᚢᚴᛅ ᛬ ᚾᚢ ᛬ ᛋᚴᛅᛚ ᛬ ᛋᛏᛅᛏᚭ ᛬ ᛋᛏᛁᚾ ᛬ ᚭ ᛬ ᛒᛁᛅᚱᚴᛁ
Translitterering av runraden:
: oskautr : ristþi : stin : þansi (:) ¶ (:) (i)ftiʀ : airu : brþur : sin : ian : ¶ : saʀ : uas : him:þiki : tuka : nu : ¶ : skal : stato : stin : o : biarki :
Normalisering till rundanska:
Asgotr resþi sten þænsi æftiʀ Ærru, broþur sin. Æn saʀ was hemþægi Toka. Nu skal standa sten a biargi.
Översättning till nusvenska:
Asgot reste denna sten efter Ärre, sin broder. Men han var hirdman åt Toke. Nu skall det stå en sten på berget.
Hällestadsstenen 2 har på flera sätt klara samband med de övriga Hällestadsstenarna. Möjligen kan den sättas i samband med det på Hällestadsstenen 1 omtalade slaget på Fyrisvallarna i Uppsala.